# داون أندر 2010
داون أندر 2010 هو أحد سباقات طواف العالم للدراجات 2010 أقيم بتاريخ 19–24 يناير، تكون السباق من 6 مراحل وامتدّ لمسافة 794 كم بسرعة 42.272 كم/س، استغرق السباق 18 ساعة 47 min 05 s. فاز به الألماني أندريه جريبيل وحلّ ثانيا الإسباني لويس ليون سانشيز بينما حصل على المركز الثالث النيوزلندي جريج هندرسون.

## الترتيب
| م                     | الدرّاج           | البلد     | الزمن               |
| --------------------- | ---------------- | --------- | ------------------- |
| الفائز بالترتيب العام | أندريه جريبيل    | ألمانيا   | 18 ساعة 47 min 05 s |
| الثاني                | لويس ليون سانشيز | إسبانيا   |                     |
| الثالث                | جريج هندرسون     | نيوزيلندا |                     |
| التسلق                | توماس روهريجير   | النمسا    | -                   |

## روابط خارجية
- داون أندر 2010 على موقع إحصائيات الدراجات الإحترافية (الإنجليزية)